# Осада Турова (1157)
Осада Турова — неудачная попытка Изяслава Давыдовича лишить Юрия Ярославича туровского его наследства в пользу своего союзника Владимира Мстиславича, перед тем (1156) изгнанного с Волыни Мстиславом Изяславичем.
Тогдашний киевский князь Юрий Долгорукий предпринял попытку изгнания Мстислава, но не в пользу пострадавшего (Владимира Мстиславича), а в пользу Владимира Андреевича, с отцом которого его связывал договор о способствовании вокняжению сыновей друг друга в занимавшихся отцами владениях.

## История
Вслед за смертью Юрия Долгорукого в Киеве (1157) занимавший туровский престол его сын Борис Юрьевич уехал на север (в Кидекшу), а Туров занял Юрий Ярославич.
Во время осады Турова оборонявшиеся производили успешные вылазки, а со стороны осаждающих чёрные клобуки также опустошили окрестности Пинска и даже места севернее р. Припяти. Осада продолжалась 10 недель. Начался конский мор. В результате Изяслав принял решение об уходе. Из летописных записей за 1161 год известно о княжении Владимира Мстиславича в Слуцке (Туровское княжество), но обстоятельства его приобретения считаются неясными.